# Ingrid Haralamow
Ingrid Haralamow-Raimann (29 luglio 1966) è un'ex canottiera svizzera, vincitrice della medaglia d'argento nel K4 500 m a Atlanta 1996 insieme a Daniela Baumer, Sabine Eichenberger e Gabriela Müller.
Nella stessa edizione dei Giochi si classificò raggiunse la finale chiudendo ottava nel K1 500 m e, insieme a Daniela Baumer, venne eliminata in semifinale nel K2 500 m.
Haralamow aveva partecipato anche ai predecenti giochi di Atlanta 1996, dove era stata eliminata nelle batterie del K1 500 m.
In carriera vanta anche un bronzo europeo nel K1 200 m conseguito a Plovdiv 1997.

## Palmarès
- Giochi olimpici

Atlanta 1996: bronzo nel K4 500 metri.
- Campionati europei di canoa/kayak sprint

Plovdiv 1997: bronzo nel K1 200m.